# بالا هشتل (دابوي الجنوبي)
بالا هشتل (بالفارسية: بالاهشتل) هي قرية تقع في إيران في قسم دابوي الجنوبی الريفي. يقدر عدد سكانها بـ 529 نسمة بحسب إحصاء 2016.